# NGC 6074-2
NGC 6074-2 (другие обозначения — MCG 2-41-16, ZWG 79.75, PGC 57418) — эллиптическая галактика (E) в созвездии Геркулес.
Этот объект не входит в число перечисленных в оригинальной редакции «Нового общего каталога» и был добавлен позднее.